# Vézère
Vézère – rzeka w południowo-zachodniej Francji, prawy dopływ Dordogne. Wypływa z wyżyny Millevaches. Przepływa przez departamenty Corrèze i Dordogne.
Uchodzi do rzeki Dordogne w miejscowości Le Bugue.